# Plaža
Plaža je dio morske ili slatkovodne obale uređen za kupanje ljudi.

## Vrste plaža
Plaža može biti potpuno prirodna, ali i umjetno izgrađena površina obale, prilagođena što lakšem pristupu vodenim površinama u svrhu kupanja i osvježenja ljudi tijekom ljetnih mjeseci.
Prema sastavu tla, plaže mogu biti pješčane, šljunčane ili betonske.

### Pješčana plaža
Pješčana plaža je plaža čije su površine obale i morsko dno od pijeska. Takve plaže obično imaju dugačke plićine i najpogodnije su za obitelji s malom djecom.

### Šljunčana plaža
Plaža čije je tlo sastavljeno od sitnog kamenja, izlokanog stoljetnim abrazivnim djelovanjima vode, naziva se šljunčana plaža. U Dalmaciji je za takvu vrstu plaže uvriježen naziv žal ili žalo.

### Betonska plaža
Plaža čije su površine izgrađene od betona naziva se betonska plaža. Betonske plaže obično se grade na onom dijelu na kojem je pristup vodenim površinama otežan zbog stjenovite obale.

## Sadržaji
Plaže mogu biti u potpunosti bez ikakvih sadržaja. Takve plaže obično se nalaze duž obale van naseljenih mjesta i nazivaju se divlje plaže.
Ipak, većina plaža ima sadržaje poput restorana, caffe barova, sanitarnog čvora i tuševa. Moderne plaže opremljene su i sadržajima za šport i rekreaciju poput igrališta za odbojku na pijesku, tobogana ili teniskih terena. Na takvim plažama obično postoji mogućnost iznajmljivanja skutera za vodu, gondola, pedalina, opreme i glisera za skijanje na vodi, daske za jedrenje, opreme za ronjenje i ostalog.
Na svakoj boljoj plaži djeluje i služba za spašavanje koja je sastavljena od mladića i djevojaka sa završenim tečajem za spašavanje utopljenika i pružanje prve pomoći.
Osim navedenih, postoje i nudističke (FKK) plaže na kojima je uobičajeno kupanje bez kupaćih kostima. Takve plaže su obično smještene na diskretnim lokacijama te su na taj način manje izložene znatiželjnim pogledima. I nudističe plaže mogu imati potpune sadržaje ali mogu biti i bez sadržaja.
Najuređenije plaže, s izrazito čistom vodom za kupanje te uređenim i održavanim okolišem, nositeljice su Međunarodne plave zastave, priznanja koje se dodjeljuje za ekološku zaštitu okoliša.

## Vanjske poveznice
Plava zastava  Arhivirana inačica izvorne stranice od 4. lipnja 2016. (Wayback Machine)